# Martin Gottlieb Schäffer
Martin Gottlieb Schäffer (født 22. december 1746 i København, død 25. juli 1830 på Frederiksberg) var en dansk forstmand.

## Liv og gerning
Schäffer blev født i København, hvor hans fader, Dietrich Schäffer, var hofsnedker og billedskærer. 1763 blev den unge Schäffer antaget som elev ved det nyindrettede forstvæsen og ved Johann Georg von Langens «Forstseminarium» på Jægersborg. 1769 blev han ansat som holzførster, 1801 som forstplantageinspektør i Hørsholm, hvor han virkede til sin afgang 1822. 1811 havde han fået rang med kammerråder. Schäffer var en ualmindelig dygtig og kundskabsrig embedsmand, hvem regeringen jævnligt benyttede uden for hans egentlige virkefelt, således til i forening med Erik Viborg at anstille omfattende forsøg med dyrkningen af fremmede træarter. 1799 udgav han en Anvisning til Skovdyrkningen og Plantagevæsenet og 1811 en Afhandling om Skoves Opelskning med Hensyn til den danske Flaades Skibsbyggeri, hvori han viser sig som en ypperlig Iagttager og erfaren skovdyrker, hvis anvisninger endnu har værdi for vor tids praksis. Også i forskellige tidsskriftsafhandlinger og i en dansk bearbejdelse af et tysk skovbrugsskrift har Schäffer nedlagt mange værdifulde iagttagelser.

## Ægteskab
Schäffer var gift med Marie Kirstine f. Olsen (døbt 26. november 1748, død 14. maj 1813), datter af overførster, forst- og vildtmester Anders Olsen.
Han er begravet på Frederiksberg Ældre Kirkegård.

## Forfatterskab
Anviisning til skovdyrkningen og plantagevæsenet i Danmark og andre under samme Klima liggende Lande (Kiöbenhavn 1799)